# Campeonato Mundial de Ginástica Acrobática de 1999
O 16º Campeonato Mundial de Ginástica Acrobática foi organizado pela Federação Internacional de Ginástica nos dias 3 a 7 de novembro de 1999, em Gante, na Bélgica. Foram disputados 15 eventos nas categorias feminino, masculino e misto.

## Resultados

### Pares masculinos
Os resultados finais foram os seguintes.
Geral
| Posição           | Equipe                    | Nacionalidade | Pontos |
| ----------------- | ------------------------- | ------------- | ------ |
| Medalha de ouro   | Renjie Li, Min Song       | China         | 29.700 |
| Medalha de prata  | Mark Flores, Martyn Smith | Grã-Bretanha  | 29.675 |
| Medalha de bronze | Tatarchuk, Snarskiy       | Ucrânia       | 29.650 |

Equilíbrio
| Posição           | Equipe                          | Nacionalidade | Pontos |
| ----------------- | ------------------------------- | ------------- | ------ |
| Medalha de ouro   | Aleksei Anikin, Sergei Batrakov | Rússia        | 19.850 |
| Medalha de ouro   | Renjie Li, Min Song             | China         | 19.850 |
| Medalha de bronze | Mark Flores, Martyn Smith       | Grã-Bretanha  | 19.725 |

Tempo
| Posição           | Equipe                          | Nacionalidade | Pontos |
| ----------------- | ------------------------------- | ------------- | ------ |
| Medalha de ouro   | Aleksei Anikin, Sergei Batrakov | Rússia        | 19.900 |
| Medalha de prata  | Renjie Li, Min Song             | China         | 19.850 |
| Medalha de bronze | Tatarchuk, Snarskiy             | Ucrânia       | 19.775 |

### Grupo masculino
Os resultados finais foram os seguintes.
Geral
| Posição           | Equipe                                                                 | Nacionalidade | Pontos |
| ----------------- | ---------------------------------------------------------------------- | ------------- | ------ |
| Medalha de ouro   | Ji Lei, Chen Yongjun, Shen Sihua, Zhu Pengtao                          | China         | 29.750 |
| Medalha de prata  | Alexei Gribtsov, Sergei Kholodov, Konstantin Kovalev, Pavel Pozdniakov | Rússia        | 29.700 |
| Medalha de bronze | Maliutin, Maskai, Zalensk, Buin                                        | Bielorrússia  | 29.575 |

Equilíbrio
| Posição           | Equipe                                                            | Nacionalidade | Pontos |
| ----------------- | ----------------------------------------------------------------- | ------------- | ------ |
| Medalha de ouro   | Ji Lei, Chen Yongjun, Shen Sihua, Zhu Pengtao                     | China         | 19.800 |
| Medalha de ouro   | Serhiy Pavlov, Andriy Safonov, Hennadiy Skarlat, Yuriy Zaveryukha | Ucrânia       | 19.800 |
| Medalha de bronze | Maliutin, Maskai, Zalensk, Buin                                   | Bielorrússia  | 19.575 |

Tempo
| Posição           | Equipe                                                                 | Nacionalidade | Pontos |
| ----------------- | ---------------------------------------------------------------------- | ------------- | ------ |
| Medalha de ouro   | Ji Lei, Chen Yongjun, Shen Sihua, Zhu Pengtao                          | China         | 19.800 |
| Medalha de prata  | Alexei Gribtsov, Sergei Kholodov, Konstantin Kovalev, Pavel Pozdniakov | Rússia        | 19.350 |
| Medalha de bronze | Serhiy Pavlov, Andriy Safonov, Hennadiy Skarlat, Yuriy Zaveryukha      | Ucrânia       | 19.300 |

### Pares femininos
Os resultados finais foram os seguintes.
Geral
| Posição           | Equipe                        | Nacionalidade | Pontos |
| ----------------- | ----------------------------- | ------------- | ------ |
| Medalha de ouro   | Yulia Lopatkina, Anna Mokhova | Rússia        | 29.875 |
| Medalha de prata  | Sakowska, Wojturska           | Polónia       | 29.700 |
| Medalha de bronze | Chen Ling, Guanglei Sun       | China         | 29.500 |

Equilíbrio
| Posição          | Equipe                         | Nacionalidade | Pontos |
| ---------------- | ------------------------------ | ------------- | ------ |
| Medalha de ouro  | Yulia Lopatkina, Anna Mokhova  | Rússia        | 19.825 |
| Medalha de prata | Joanna Greggs, Sharlene Slater | Grã-Bretanha  | 19.775 |
| Medalha de prata | Chen Ling, Guanglei Sun        | China         | 19.775 |

Tempo
| Posição          | Equipe                                | Nacionalidade | Pontos |
| ---------------- | ------------------------------------- | ------------- | ------ |
| Medalha de ouro  | Yulia Lopatkina, Anna Mokhova         | Rússia        | 19.925 |
| Medalha de prata | Sakowska, Wojturska                   | Polónia       | 19.800 |
| Medalha de prata | Liudmilla Kovalchuk, Iryna Vyshnevska | Ucrânia       | 19.800 |

### Grupo feminino
Os resultados finais foram os seguintes.
Geral
| Posição           | Equipe                                    | Nacionalidade | Pontos |
| ----------------- | ----------------------------------------- | ------------- | ------ |
| Medalha de ouro   | Kovposha, Ganna Demidenko, Yelena Kosenko | Ucrânia       | 29.900 |
| Medalha de prata  | Liu Xia, Wei He, Wang Cong                | China         | 29.825 |
| Medalha de bronze | Frolova, Antsypova, Koudriavtseva         | Rússia        | 29.600 |

Equilíbrio
| Posição           | Equipe                                    | Nacionalidade | Pontos |
| ----------------- | ----------------------------------------- | ------------- | ------ |
| Medalha de ouro   | Kovposha, Ganna Demidenko, Yelena Kosenko | Ucrânia       | 19.975 |
| Medalha de prata  | Liu Xia, Wei He, Wang Cong                | China         | 19.925 |
| Medalha de bronze | Frolova, Antsypova, Koudriavtseva         | Rússia        | 19.825 |

Tempo
| Posição         | Equipe                                    | Nacionalidade | Pontos |
| --------------- | ----------------------------------------- | ------------- | ------ |
| Medalha de ouro | Liu Xia, Wei He, Wang Cong                | China         | 19.800 |
| Medalha de ouro | Frolova, Antsypova, Koudriavtseva         | Rússia        | 19.800 |
| Medalha de ouro | Kovposha, Ganna Demidenko, Yelena Kosenko | Ucrânia       | 19.800 |

### Pares mistos
Os resultados finais foram os seguintes.
Geral
| Posição           | Equipe                           | Nacionalidade | Pontos |
| ----------------- | -------------------------------- | ------------- | ------ |
| Medalha de ouro   | Polina Lymareva, Andrei Jakovlev | Rússia        | 29.850 |
| Medalha de prata  | Guetcheva, Ivaylo Katzov         | Bulgária      | 29.700 |
| Medalha de bronze | Dzyuba, Klymenko                 | Ucrânia       | 29.675 |

Equilíbrio
| Posição           | Equipe                           | Nacionalidade | Pontos |
| ----------------- | -------------------------------- | ------------- | ------ |
| Medalha de ouro   | Polina Lymareva, Andrei Jakovlev | Rússia        | 19.950 |
| Medalha de prata  | Dzyuba, Klymenko                 | Ucrânia       | 19.850 |
| Medalha de bronze | Guetcheva, Ivaylo Katzov         | Bulgária      | 19.800 |

Tempo
| Posição           | Equipe                           | Nacionalidade | Pontos |
| ----------------- | -------------------------------- | ------------- | ------ |
| Medalha de ouro   | Polina Lymareva, Andrei Jakovlev | Rússia        | 19.850 |
| Medalha de prata  | Guetcheva, Ivaylo Katzov         | Bulgária      | 19.825 |
| Medalha de bronze | Dzyuba, Klymenko                 | Ucrânia       | 19.700 |